# Mixagem

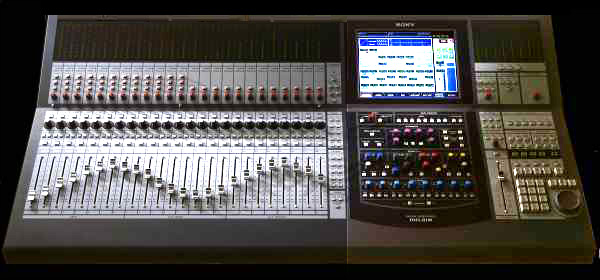
Mesa de mixagem digital Sony DMX R-100, usada em estúdios

Mixagem é a atividade pela qual uma multitude de fontes sonoras, no processo de armazenamento de áudio, é combinada em um ou mais canais. As fontes podem ter sido gravadas ao vivo ou em estúdio e podem ser de diferentes instrumentos, vozes, seções de orquestra, locutores ou ruídos de plateia. Durante o processo, os níveis de sinal, conteúdos de frequência, dinâmica e posição panorâmica são manipulados e efeitos como reverberação podem ser adicionados. Tal tratamento prático, estético ou criativo é feito de modo a se ter um produto final com maior apelo ao ouvinte, e incorpora efeitos e habilidades que não podem ser conseguidos com uma performance ao vivo.
O dispositivo utilizado para mixagem é conhecido como mixer, mesa de som ou console de mixagem.

## Teoria
Um simples mixer passivo simplesmente regula a amplitude de dois ou mais sinais, geralmente com um potenciômetro e um resistor fixo para cada sinal, que os envia através do canal de saída, tendo-se uma soma dos dois sinais de entrada. Um mixer ativo utiliza um amplificador para aumentar o ganho dos sinais, uma vez que a rede de resistores num mixer passivo naturamente atenua os níveis.

## Indústria

### Produção musical
A mixagem de áudio é realizada em estúdios como parte de um álbum ou single. A etapa de mixagem acontece depois da gravação das trilhas, e o produto resultante da mixagem é geralmente enviado para o engenheiro de masterização. O processo é geralmente conduzido por um engenheiro de mixagem, embora muitas vezes o produtor musical possa mixar o material gravado.

### Pós-produção
Durante a pós-produção de um filme ou programa de televisão, a mixagem de áudio ocorre num estúdio ou teatro, logo após a edição final. Normalmente o engenheiro faz a mixagem de quatro elementos principais:
- diálogos;
- ambiência;
- efeitos sonoros;
- música.

Um programa de televisão de 20 minutos pode levar 16 horas para ser mixado. Um filme longa-metragem leva mais de 6 meses para ser mixado.

### Execução pública
Algumas vezes a mixagem é feita ao vivo por um engenheiro de som, como em concertos de rock e outras performances musicais onde existe sonorização — public address ou simplesmente PA. Um concerto de grandes proporções pode envolver duas mixagens, uma localizada na frente do palco, direcionada ao público, e outra localizada na lateral do palco, direcionada para os músicos para que eles possam ouvir uns aos outros!

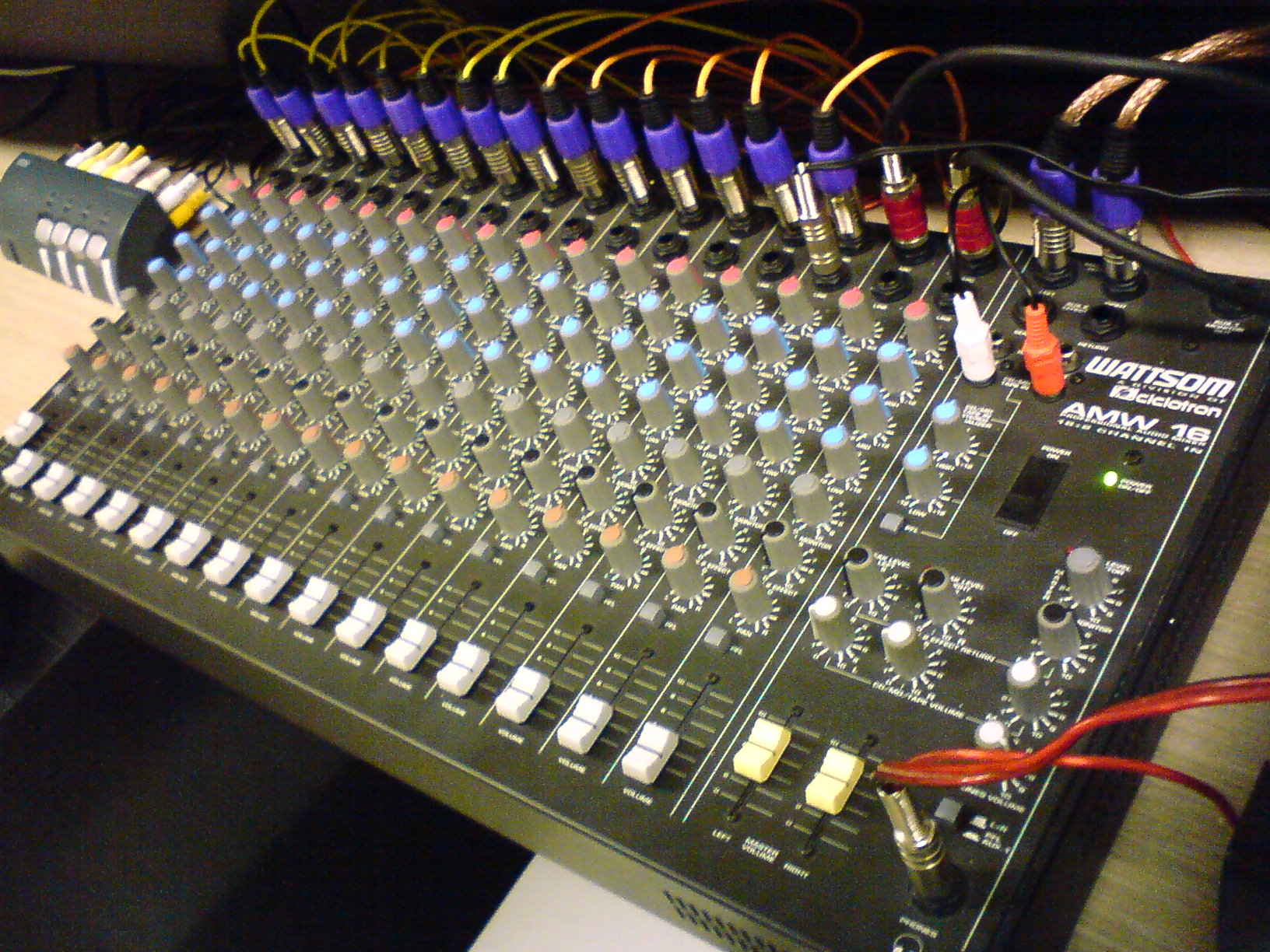
Mesa de mixagem analógica de 16 canais

## Equipamento

### Mixer
Um mixer — ou console de mixagem, ou mesa de mixagem, ou software mixer — é o coração operacional do sistema de mixagem. Mixers oferecem uma grande quantidade de entradas cada uma alimentada por uma trilha de um gravador de múltiplas pistas. Um mixer normalmente tem duas saídas, no caso de um mixer stereo, ou oito saídas, no caso de um mixer surround.
Os mixers podem oferecer três funcionalidades:
- mixagem — soma de todos os sinais de entrada, o que é normalmente feito por um amplificador dedicado ou um algoritmo simples, no caso da mixagem digital;
- roteamento — permite a passagem dos sinais de entrada através de cadeias de efeito pré-programadas, chamadas de bus;
- processamento — alguns mixers oferecem processamento extra, como equalizadores e compressores.

Um mixer tem vários controles rotativos (potenciômetros) e deslizantes (faders, que também são potenciômetros) que permitem a manipulação dos níveis dos sinais, a adição de efeitos como reverberação, e o conteúdo das frequências. Em muitas mesas todos os controles que se aplicam a um único canal de áudio estão alinhados verticalmente numa coluna chamada channel strip, mesas mais complexas como as utilizadas em cinema e televisão podem conter centenas de channel strips. Muitas mesas hoje em dia, de todas as faixas de preço, possuem capacidade de automação de modo que a posição dos controles pode ser gravada e resgatada automaticamente, como uma pianola.
Uma inovação recente é o uso da tecnologia de telas sensíveis ao toque ligadas a um computador, o que elimina muito do aparato eletrônico, uma vez que o trabalho de automação é feito totalmente via software.

### Adendos
Equipamentos externos (analógicos) e plugins de software (digitais) podem ser inseridos na cadeia de sinal de modo a estender as possibilidades de processamento. Tais adendos podem ser classificados em duas categorias:
- processadores — normalmente conectados em série na cadeia de sinal, de modo que o sinal, ao passar, é substituído pelo sinal processado; como exemplo, tem-se o equalizador;
- efeitos — embora um efeito possa ser considerado uma unidade que afeta o sinal, o termo é mais utilizado para descrever unidades que são conectadas em paralelo na cadeia de modo a serem adicionados ao som existente, sem substituí-los; como exemplo, tem-se a reverberação e o eco (delay).